# Grønnemose
Grønnemose is een plaats in de Deense regio Zuid-Denemarken, gemeente Assens. De plaats telt 405 inwoners (2020).